# Tom Kozelko
Thomas William "Tom" Kozelko (Traverse City, Michigan, 1 de julio de 1951) es un exjugador de baloncesto estadounidense que disputó tres temporadas en la NBA y una más en la liga italiana. Con 2,03 metros de estatura, jugaba en la posición de alero.

## Trayectoria deportiva

### Universidad
Jugó durante 3 temporadas con los Rockets de la Universidad de Toledo (Ohio), en las que promedió 20,8 puntos y 10,4 rebotes por partido. En todas ellas fue incluido en el mejor quinteto de la Mid-American Conference, siendo además elegido Jugador del Año en 1972 y 1973.

### Profesional
Fue elegido en la cuadragésimo octava posición del Draft de la NBA de 1973 por Capital Bullets, donde en su primera temporada promedió 2,9 puntos y 2,5 rebotes por partido.
Al año siguiente el equipo cambió su nombre por el de Washington Bullets, llegando a disputar las Finales de la NBA de 1975 ante Golden State Warriors, cayendo por un contundente 4-0. Kozelko promedió esa temporada 2,1 puntos y 1,9 rebotes por partido. Tra una temporada más en el equipo, en 1976 fue despedido, marchándose a jugar al Lazio Roma de la liga italiana, donde en su única temporada promedió 17,9 puntos y 7,0 rebotes por partido.

## Estadísticas de su carrera en la NBA

### Temporada regular
| Temporada | Edad | Equipo             | Liga | P   | TIT | MIN  | TC  | TCA | %TC  | 3P | 3PA | %3P | TL  | TLA | %TL  | R.OF. | R.DEF. | REB | ASIS | ROB | TAP | PER | FP  | PTS |
| 1973-74   | 22   | Capital Bullets    | NBA  | 49  |     | 11.7 | 1.2 | 2.7 | .444 |    |     |     | 0.5 | 0.7 | .719 | 1.1   | 1.5    | 2.5 | 0.5  | 0.4 | 0.1 |     | 1.7 | 2.9 |
| 1974-75   | 23   | Washington Bullets | NBA  | 73  |     | 10.3 | 0.8 | 2.3 | .359 |    |     |     | 0.4 | 0.5 | .861 | 0.7   | 1.2    | 1.9 | 0.6  | 0.4 | 0.1 |     | 1.7 | 2.1 |
| 1975-76   | 24   | Washington Bullets | NBA  | 67  |     | 8.7  | 0.7 | 1.5 | .485 |    |     |     | 0.3 | 0.4 | .633 | 0.3   | 0.9    | 1.2 | 0.5  | 0.3 | 0.1 |     | 1.1 | 1.7 |
| Total     |      |                    | NBA  | 189 |     | 10.1 | 0.9 | 2.1 | .419 |    |     |     | 0.4 | 0.5 | .745 | 0.6   | 1.2    | 1.8 | 0.5  | 0.4 | 0.1 |     | 1.5 | 2.2 |

### Playoffs
| Temporada | Edad | Equipo             | Liga | P  | MIN | TCA | TC | 3PA | 3P | TLA | TL | R.OF. | REB | ASIS | ROB | TAP | PER | FP | PTS | %TC  | %3P | %FT   | MIN | PTS | REB | AST |
| 1973-74   | 22   | Capital Bullets    | NBA  | 7  | 58  | 10  | 13 |     |    | 3   | 4  | 4     | 8   | 1    | 0   | 0   |     | 10 | 23  | .769 |     | .750  | 8.3 | 3.3 | 1.1 | 0.1 |
| 1974-75   | 23   | Washington Bullets | NBA  | 13 | 54  | 5   | 11 |     |    | 4   | 5  | 4     | 7   | 1    | 0   | 0   |     | 8  | 14  | .455 |     | .800  | 4.2 | 1.1 | 0.5 | 0.1 |
| 1975-76   | 24   | Washington Bullets | NBA  | 5  | 14  | 0   | 1  |     |    | 2   | 2  | 1     | 2   | 0    | 0   | 1   |     | 0  | 2   | .000 |     | 1.000 | 2.8 | 0.4 | 0.4 | 0.0 |
| Total     |      |                    | NBA  | 25 | 126 | 15  | 25 |     |    | 9   | 11 | 9     | 17  | 2    | 0   | 1   |     | 18 | 39  | .600 |     | .818  | 5.0 | 1.6 | 0.7 | 0.1 |